# Operation GrindStop 2014
Operation GrindStop 2014 var en aktion eller kampagne, som Sea Shepherd Conservation Society førte på Færøerne i perioden juni til oktober 2014 for at forhindre grindedrab. I denne anledning var et stort antal frivillige Sea Shepherd-tilhængere fra hele verden placeret ved alle relevante fjorde, dvs. ved fjorde som af færøske myndigheder er godkendte til slagtning af grindehvaler (Hvalvágir). Sea Shepherd forventede ved kampagnens start, at ca. 600 frivillige ville skiftes om at opholde sig på Færøerne i perioden. De frivillige holdt øje med, om der skulle komme en flok grindehvaler, og i så fald gjorde de alt hvad de kunne for at forhindre, at grindedrab skulle finde sted.
Tilstedeværelsen af de mange aktivister, som gik rundt i sorte hættetrøjer med dødningehoveder på tøjet, som var en del af Sea Shepherds logo, skabte megen debat på Færøerne og blev jævnligt nævnt i danske og udenlandske medier. Flere udenlandske medier kom til Færøerne for at belyse situationen, men de færøske myndigheder valgte ikke at udtale sig, derfor valgte flere almindelige færinger samt bestyrelsesmedlemmer fra Grindamannafelagið at udtale sig til de udenlandske medier. Under Operation GrindStop 2014 fandt kun et grindedrab sted, det skete på øen Sandoy den 30. august 2014. Det blev det første grindedrab, hvor hele området omkring stranden, hvor grindedrabet foregik, blev afspærret. Dette blev gjort i henhold til en ny bestemmelse i Grindebekendtgørelsen, § 11. 14 Sea Shepherd aktivister, som forsøgte at forhindre grindedrabet i Sandur, blev anholdt, idømt bødestraffe og senere udvist fra Færøerne i et år.
I 2015 indledte Sea Shepherd en ny aktion mod grindedrab på Færøerne, Sleppið Grindini, som efter planen skal vare fra juni til oktober 2015. Denne gang er de ikke så mange som året før, og i 2015 er det lykkedes dem at få blodige videooptagelser, som de har lagt ud på nettet. Efter at to grindedrab fandt sted samme dag i henholdsvis Bøur på øen Vágar (tæt på lufthavnen) og i Sandagerð i Tórshavn, har Paul Watson opfordret Sea Shepherds tilhængere til at sende protestmails til alle danske folketingsmedlemmer, og det skete om søndagen den 26. juli 2015, da samtlige folketingsmedlemmer modtog i hundredvis af protestmails, enkelte modtog endda mordtrusler.

## Formål
Formålet med Operation GrindStop er at standse grindedrab. Jævnfør Sea Shepherd er udgangspunktet for kampagnen 'GrindStop 2014', at ca. 1.000 grindehvaler bliver dræbt på Færøerne hvert år. Slagtningen sker hovedsageligt i sommermånederne i fælles drivjagt af lokalbefolkningen. Færingerne kalder denne form for jagt for "grindadráp" eller blot "grind", mens Sea Shepherd betegner denne praksis for "masseslagtning". Færinger har dog ikke påstået, at der ikke er tale om, at flere dyr slagtes samtidig.
De færøske (tidligere danske/norske) myndigheder har ført statistik over hvalfangsten i flere århundreder og har tal tilbage til 1584, og før det førte katolske kirkemyndigheder statistikken, men de tal findes ikke på Færøerne. Det angives på Færøernes Fiskeriministeriums grindehjemmeside whaling.fo, at der i perioden fra 2000 til 2013 slagtedes 671 grindehvaler årligt, dette varierede fra 0 i 2008 til det højeste fangsttal som var 1107 (i 2010). Hvidsidede delfiner (springarar på færøsk), døglinger og andre hvalarter føres i separat statistik og tælles ikke sammen med grindehvalen, som er den mest almindelige hvalart som fanges på Færøerne, men ikke den eneste. Døgliger jages ikke, de er fredet, men af og til strander en eller to eller op til fem, som det skete i 2014, på en strand, typisk i Hvalba, og så træffer sysselmanden afgørelse om, hvorvidt de kan aflives eller ej og bruges til menneskeføde.
Det officielle formål med kampagnen 'GrindStop 2014' er, at Sea Shepherd forsvarer grindehvaler og andre delfinarter på land og til søs i højsæsonen ved Færøerne, der ligger i månederne juni til september. Kampagnen foregår ved hjælp af overvågning af de 23 hvalbugter, hvor færinger har tilladelse til at udføre hvalfangst, med ca. 500 frivillige personer, som deltog i afværgelse af grindedrab, samt aktive foranstaltninger, for at forhindre grindedrab.
Som modpart fremhævede de færøske myndigheder, at grindedrab er tilladt ifølge færøsk lovgivning.
Jævnfør Sea Shepherd spændte kampagnen GrindStop 2014 over gennemførelse af efterforskning og dokumentation, til at give undervisning samt at udbrede kendskabet gennem globale medier.

## Praktiske metoder
En af metoderne, som Sea Shepherd folkene brugte for at forhindre grindedrab, var at holde udkig. De brugte kikkerter, som de spejdede med ud på havet, fra deres udvalgte udkigsposter fra land. Selv i stormvejr, hvor grindedrab ikke vil finde sted og i tåget vejr, hvor sigtbarheden var lig med nul, stod Sea Shepherd folk på deres poster og spejdede ud mod havet. Da de - formodentlig på dage uden tåge - fik øje på en flok grindehvaler, kunne de ringe til andre aktivister, som sejlede ude på have i små både, hvorefter disse kunne jage hvalerne ud på åbent hav. Sea Shepherds leder, Paul Watson, fortalte i et interview med Færøernes TV-avis, at hans folk fire gange havde jaget flokke af grindehvaler til havs før færinger fik øje på dem. Færøske myndigheder vidste dog kun om en episode, hvor Sea Shepherd havde jaget grindehvaler til havs, det skete ved Haraldssund den 30. juli 2014. Transportmidler var vigtige for operationen, da det var vigtigt at ankomme hurtigt til en hvalbugt, hvor et grindedrab skulle finde sted, hvis Sea Shepherd skulle have en chance for at forhindre grindedrabet i at finde sted. De bragte biler, både, skibe og autocampere til Færøerne, de lejede også biler på Færøerne.
Internettet er en af metoderne, som Sea Shepherd benytter til at udbrede kendskab til grindedrab på Færøerne, f.eks. via Sea Shepherds hjemmeside eller via Facebook. Sea Shepherds leder, Paul Watson, anvendte aktivt sin offentlige Facebook-side til at udbrede viden og propaganda i tiden mens Operation Grindstop varede. Den 20. september 2014 sammenlignede han grindedrab på Færøerne og i den japanske by, Taiji, med Holocaust. Watson delte et billede af en tegning af blodrødt hav med en tekst, som endte med denne sætning: The Faroes is the Dachau for dolphins and Taiji is their Auschwitz.
Sea Shepherd dokumenterede bl.a. ved hjælp af flyvende drone og fortalte omverdenen, at færinger havde slagtet fem døglinger og derefter havde smidt kød og spæk ud i havet igen, hvilket var delvis sandt, da nogen havde smidt en del af døglingespækket ud i havet vest for Hvalba, fordi døglingespæk ikke er spiseligt, det giver diarre. De fem døglinger strandede af sig selv i Hvalba om natten, og blev aflivet tidligt om morgenen, efter at sysselmanden Jaspur Vang havde givet tilladelse til det. Kødet blev derefter uddelt blandt beboerne i området.

## Statistik
Jævnfør færingen Kári Thorsteinsson, forhenværende sysselmand og tidligere leder for Politiet i det centrale Færøerne indtil den 1. april 2014, arbejder nu som ansvarlig for forskellige projekter hos Færøernes Politi, har der været en episode med grindedrab i 2014, før Sea Shepherds ankomst, det skete i Fuglafjørður, hvor en lille flok på 13 grindehvaler blev slagtet. Efterfølgende har der været et grindedrab af 35 grindehvaler (som blev dræbt i Sandur 30. august 2014) og 5 døglinger (som strandede af sig selv i Hvalba den 28. august 2014) indtil oktober 2014 på Færøerne. Samme kilde angiver, at antal dræbte grindehvaler var på 1104 hvaler i år 2013 og at det gennemsnitlige hvaldrab ligger på ca. 800 hvaler årligt. Færøernes Statistik (Hagstova Føroya) har ikke opdateret tallene vedrørende grindedrab i 2014.

## Hændelsesforløb

### Juni og juli 2014

#### GrindStop logo
I starten af perioden følte mange færinger sig stødt af, at aktivisterne gik iklædt sorte hættetrøjer med det færøske flag printet på ryggen, i midten af korset i flaget var et dødningehoved med to grindehvaler i panden og to andre hvaler var tegnet i højre side af flaget. Ovenover flaget stod med røde bogstaver "Sea Shepherd" og nedenunder stod der skrevet "GrindStop 2014". Dette skabte megen kritik på Færøerne, og medierne påpegede, at Sea Shepherd havde brudt loven om det færøske flag fra 1959, med ændringer fra 1998, hvor der står: "§ 8. Ongin má vanvirða flaggið hvørki í orðum ella gerðum. Tað er ólógligt at gera nýtslu av flagginum sum merki hjá einstøkum persónum, feløgum ella stovnum ella sum eyðkenni á atgongumerkjum ella á annan tílíkan hátt." På dansk: "Ingen har lov til at vanære flaget hverken med ord eller gerninger. Det er ulovligt at bruge flaget som logo for enkelte personer, organisationer eller som logo på billetter eller på anden lignende måde." Nogle dage senere ændrede Sea Shepherd logo og brugte i stedet en af de mest kendte færøske holme, Tindhólmur, i deres logo. Kampagnelederen Scott West udtalte på en pressekonference ved starten på kampagnen, at han var klar til at kaste sig i vandet mellem en kniv og en hval for at forhindre grindedrab. Denne holdning tilsluttede 24-årige hvalaktivist Lukas Erichsen fra København sig også.

#### Modstand fra kommunale myndigheder
Nogle kommuner på Færøerne har aktivt forsøgt at besværliggøre Sea Shepherds færden til søs. F.eks. har Brandur Sandoy, der er Sandurs borgmester, givet ordrer om at lægge store betonblokke foran bådramper i kommunen. Han udtalte også til in.fo, at han ejer sommerhus på Sandø, og at han havde fået henvendelse om at Sea Shepherd ønskede at leje hans sommerhus, men det ønskede borgmesteren ikke. Brandur Sandoy gjorde sig også bemærket, da han satte et skilt op ved det offentlige toilet i Sandur, hvor der stod, at lokale og gæster var velkomne til at bruge det, men personer som støttede Sea Shepherd eller havde relationer til organisationen var ikke velkomne til at bruge kommunens faciliteter. En af begrundelserne for dette var i følge borgmesteren, at Sea Shepherd bl.a. stjal toiletpapir og andet fra kommunens offentlige toilet. I starten af september 2014, få dage efter at der havde været grindedrab i Sandur, modtog Brandur Sandoy flere hademails fra personer, som udgav sig for at være tilhængere af Sea Shepherd, og en af disse emails var så grov, at han anså den for at være en dødstrussel og anmeldte sagen til politiet.

#### Planlagt demonstration på nationaldagen
Sea Shepherd havde planlagt at demonstrere i Tórshavn på Færøernes nationaldag, Ólavsøka (Olaj), som er den 29. juli. De havde annonceret, at de ville arrangere en meget stor demonstration, og havde sendt en ansøgning til Tórshavns kommune om tilladelse til at demonstrere kl. 11 til 14 foran lagtingshuset. Pladsen bruges almindeligvis til fejring af nationaldagen i samme tidsrum, hvor færøske politikere, præster og andre embedsfolk samles efter optog fra kirken kl. 12, og et stort Olaj-kor synger. Politiet og Tórshavns kommune ville dog ikke risikere, at Sea Shepherd og de andre miljøaktivister kom til at ødelægge fejringen af nationaldagen. Heðin Mortensen, Tórshavns borgmester, udtalte til in.fo, at det overhovedet ikke kunne komme på tale, at udenlandske miljøorganisationer ville få tilladelse til at komme til Færøerne for at demonstrere på selve olajdagen og i midten af Tórshavn. Miljøorganisationerne fik tilladelse til at demonstrere i Hoyvík, som er en del af Tórshavns kommune, men ligger et par kilometer nord for centrum. Udover Sea Shepherd havde to tyske miljøorganisationer, ProWal og WDSF, planlagt at deltage i demonstrationen imod grindedrab. Da de ikke fik tilladelse til at demonstrere i centrum af Tórshavn, valgte de tyske organisationer at lade være med at rejse til Færøerne. Chefinspektøren ved Færøernes Politi, Peter Thaysen, udtalte til Jyllands-Posten, at de havde modtaget flere anmeldelser fra Sea Shepherd om færinger som provokerede dem, men at det var i småtingsafdelingen, der havde ikke været nogen voldssager, men Sea Shepherd havde anmeldt hærværk mod dem, de havde ifølge dem selv fået skåret dæk op på deres biler, fået stjålet nummerplader eller fået smadret ruder der, hvor de boede.

#### Grindehvaler jaget til havs af Sea Shepherd
Den 30. juli lykkedes det Sea Shepherd at forhindre et grindedrab, da en lille flok grindehvaler svømmede ind i sundet mellem Kunoy og Borðoy, hvor hvalerne svømmede rundt ved bygden Haraldssund på Kunoy. Eftersom Haraldssundsdæmningen (byrgingin um Haraldssund) afskærer sundet fuldstændig, og grindeflokken var nord for dæmningen og Klaksvík ligger syd for dæmningen, så blev eventuelle både fra Færøernes næststørste by Klaksvík nødt til at sejle nord om øen Kunoy og derefter syd gennem sundet mellem Kunoy og Borðoy, for at komme frem til grindehvalerne. De gjorde dog intet forsøg på dette, fordi de fulgte sysselmandens forbud mod at jage grindehvalerne på daværende tidspunkt pga. stærk nordlig blæst. Ifølge færøsk lovgivning er det sysselmanden (sýslumaðurin på færøsk), som giver enten tilladelse eller forbud mod at dræbe grindehvaler.
På grund af kraftig blæst valgte Sysselmanden for Nordøerne, at hvalfangerne skulle vente med at jage grindehvalerne til den nærmeste godkendte "hvalvåg" indtil et senere tidspunkt, han ville vente på, at der blev mindre vind. En båd fra det danske politi sejlede til grindehvalerne, men forlod dem igen, og derfor lå flokken alene uden nogen båd i nærheden. Nogle timer senere kom en speedbåd fra Sea Shepherd og jog grindeflokken nord gennem sundet og ud på åbent hav. Dagen efter meldte sysselmanden, Karl Johansen, Sea Shepherd til politiet for brud på den færøske grindebekendtgørelsens paragraf 8. Karl Johansen udtalte til den færøske radioavis, at politiet intet kunne stille op, da båden fra Sea Shepherd jog grinden ud på åbent hav, fordi politiet ikke havde nogen båd ledig på dette tidspunkt.
Den færøske havroer Livar Nysted, som er kendt for at have sat flere verdensrekorder ved at krydse flere verdenshave i robåd, var vidne til begivenheden fra bygden Haraldssund, hvor han arbejdede oppe på fjeldet, og udtalte sig senere samme dag på Facebook om begivenheden. Hans udtalelse blev gengivet på Vágaportalen vp.fo samme dag. Han blev også refereret på in.fo, som også havde et interview med ham under overskriften: Livar: Sea Shepherd bankede os på plads (på færøsk: Livar: Sea Shepherd bukaði okkum upp á pláss). Nysted udtalte, at han syntes ikke, at vejret var dårligt om formiddagen den 30. juli, grindehvalerne var der allerede kl. 8 om morgenen, vejret blev dårligt ud på eftermiddagen, men han mente, at færinger sagtens kunne have ført grindehvalerne nord om Nakken (Kunoyarnakkur) og ind til Hvannasund på Viðoy, som er godkendt til slagtning af grindehvaler. Endvidere mente Nysted, at eftersom Sea Shepherd kunne komme frem til flokken af grindehvaler i en lille jolle ved middagstid, så kunne større både fra Klaksvík sagtens have gjort det samme. I samme interview udtalte Nysted også, at han ikke var stolt af, citat: at 48.000 færinger lod sig kue af ca. 70 hippiere. Paul Watson fortalte om hændelsen ved Haraldssund på Sea Shepherds franske hjemmeside.
Politisagen mod Sea Shepherd i sagen om at de havde jaget en flok grindehvaler til havs fra bygden Haraldssund, trak ud, fordi fogeden mente at grindebekendtgørelsens paragraf 8 var svær at fortolke, derfor havde de sendt en forespørgsel til Færøernes Fiskeriministerium, som er ansvarlig for grindebekendtgørelsen (færøsk: Grindakunngerðin), som blev opdateret i 2013. Fogeden (politimesteren) ville vide, hvad der lå til grund for §8 i loven som lyder således:
§ 8. Sýslumaðurin tekur, eftir samráð við grindaformenninar úr teimum ymsu hvalvágunum og finningarbátin, avgerð um, hvagar grindin skal rekast. Grindin skal rekast á góðkenda hvalvág sbrt. § 13. Grindaformenn hava skyldu at fylgja teimum boðum, sum sýslumenninir geva eftir §§ 8-12.
Stk. 2. Høgligasta hvalvágin skal veljast eftir stødd á grind, líkindum og streymviðurskiftum. Ikki er loyvt at reka grind uttan undir fyriskipan av sýslumonnum ella grindaformonnum.''
På dansk (ikke autoriseret oversættelse):
§ 8. Sysselmanden træffer afgørelse om, efter samråd med grindeformændene fra de forskellige hvalfjorde og båden som fandt grindeflokken, hvorhen grindeflokken skal drives. Grindeflokken skal drives til en godkendt hvalvåg jf. § 13. Grindeformænd har pligt til at følge de påbud, som sysselmændene giver ifølge §§ 8-12.
Stk. 2. Den bedst egnede hvalvåg skal vælges ud fra grindeflokkens størrelse, vejr- og strømforhold. Det er ikke tilladt at drive en grindeflok uden at det sker under ledelse af sysselmændene eller grindeformændene.
Den 16. september 2014 var svar kommet fra Fiskeriministeriet, men hverken fogeden eller ministeriet ville udtale sig om, hvad de var kommet frem til med den begrundelse, at det kunne være, at sagen ville komme for retten. Dog kunne de oplyse, at politiet vidste, hvilken af Sea Shepherds både der var tale om, og at de også vidste, hvilke personer havde været tilknyttede til båden den 30. juli. John Kølbæk, foged, kunne også oplyse, at de nu ville undersøge juraen omkring § 8 i grindebekendtgørelsen og derefter tage stilling til, om sagen skal fortsætte.

### August 2014

#### Pamela Andersson på Færøerne med Sea Shepherd
Den 1. august 2014 ankom den canadisk-amerikanske skuespiller Pamela Anderson til Færøerne via København, hvor hun som tilhænger af Sea Shepherd afholdt pressemøde sammen med to andre Sea Shepherd kvinder. Ved pressemødet var både færøske og udenlandske medier repræsenteret. Pressemødet blev streamet på Sea Shepherds hjemmeside og ligger i deres arkiv, man kan imidlertid ikke høre spørgsmålene fra færøske og udenlandske journalister og fra færøske grindemænd den første halve time, man kan kun høre hvad Sea Shepherd folkene siger. En af de tre er fra Sydafrika, hun sammenlignede grindedrab med apartheid i hendes land, og sagde at hverken apartheid eller grindedrab hører til i det 21. århundrede, og at der var så megen mad i de færøske supermarkeder, at færinger ikke har brug for mad fra grindehvaler (fra 15:30 til 17:05 min.). Pamela Andersson mener, at grindedrab kan have dårlig indflydelse på børn, som overværer et grindedrab. Hun har et råd til færinger, at de skal finde nye traditioner og blive vegetarer og beskytte miljøet. Da hun bliver spurgt, om hun synes at det er bedre for miljøet, at færinger går i supermarkedet og køber frugt og grønt og kød fra den anden side af verden, som skal transporteres lang vej med fly eller skibe, som forurener miljøet, eller om de skal spise lokalt, f.eks. kød fra grindehvaler, der svømmer til øerne og ikke forurener med transport efter slagtning, så svarer hun at alle må gøre individuelle valg, når de går i supermarkedet, og at færinger har haft brug for mad fra grindehvaler før i tiden men ikke længere, hun mener, at færinger dræber grindehvaler for underholdningens skyld. Sea Shepherd kvinden, som sidder til venstre for Andersson, svarede på spørgsmålet om den forurening som transport af madvarer til Færøerne fra den anden side af verden i stedet for at spise lokalt, med det faktum, at færinger har en stor fiskeflåde, som også forurener. Spørgeren siger, at ved at slagte grindehvaler, får folk kød fra hvalen og har mindre behov for kød fra andre lande, og derved importeres færre varer fra udlandet og derved mindre forurening. (fra 30:55 til ca. 40 minutter) Den franske kvinde, Lamya Essemlali, som sad til højre for Pamela Anderson, svarede efter flere gange at have fået nogenlunde samme spørgsmål, at hun mente, at folk i hele verden spiser alt for meget kød. "Hvem er du som skal bestemme det?" Spørger den færøske journalist Høgni Mohr, hun svarede, at det var hendes svar, at færinger, lige som alle andre folk, spiser alt for meget kød, og at de skal spise mindre kød eller slet ikke spise kød. Efter pressemødet talte formanden for Grindamannafelagið (Grindemændenes Forening), Ólavur Sjúrðaberg, og forhenværende formand, Hans Jákup Hermansen, med Pamela Anderson. Portal.fo filmede samtalen mellem de to grindemænd og Pamela Anderson, videoen som er på 3 minutter og 40 sekund ligger på nyhedsportalen.
Andre kendte personer som deltog i GrindStop kampagnen var f.eks. den franske danser Sylvie Guillem og den franske sejlsportkvinde Florence Arthaud, som blev dræbt i en helikopterulykke den 9. marts 2015 i Argentina, som kostede 10 mennesker livet.

#### Trimaranen Brigitte Bardot ankommer
Den 11. august 2014 om formiddagen ankom Sea Shepherd's trimaran, Brigitte Bardot, til Færøerne. De ønskede en kajplads i Tórshavn, men Tórshavns borgmester, Heðin Mortensen, ville ikke give dem tilladelse til at sejle ind til Tórshavn. I stedet anviste han dem en plads ved Sund, der ligger ved Kaldbaksfjorden, nord for hovedstaden. Han udtalte til Aktuelt.fo, at Sea Shepherds fartøjer ikke var velkomne inde i Tórshavn. Han sagde også, at hvis der kommer en flok grindehvaler til Tórshavn, så ville de blive dræbt i Tórshavns godkendte hvalvåg, i Sandagerði. Hvis Sea Shepherd kommer og forstyrrer jagten eller drabet, må politiet tage sig af dem, for færøsk lovgivning forbyder alle uvedkommende både under et grindedrab. §4 i Grindebekendtgørelsen siger: "Ikki er loyvt at seta upp skipanir, tað verið seg á landi, í havinum ella lofti, sum kunnu broyta atferð hjá hvali, uttan landsstýrismaðurin frammanundan gevur loyvi til tað." På dansk: "Det er ikke tilladt at opsætte apparatur, hverken på land, på havet eller i luften, som kan ændre hvalens adfærd, uden godkendelse fra ministeren først." I §11 står der, at sysselmanden har hjemmel til at afspærre et område, hvor en grindeflok jages, han har hjemmel til at bortvise uvedkommende både til lands, til søs og i luften. Der står til sidst i §11: "Heldur ikki er loyvt at forða fyri rakstri ella drápi, ið sýslumaðurin hevur tikið avgerð um sbrt. §§ 8 og 9." På dansk: Det er heller ikke tilladt at forhindre jagten eller drabet, som sysselmanden har taget beslutning om jf. §§ 8 og 9.

#### Grindebud i Hvalba
Den 12. august 2014 kl. 14.35 var der grindebud i Suðuroy, efter at skipperen på færgen Smyril havde sendt besked om, at han havde set en flok grindehvaler ved Skarvatangi, som er mellem Hvalba og Froðba. I begyndelsen stod det ikke helt klart, om bådene skulle forsøge at drive grindeflokken til Trongisvágur eller til Hvalba, Trongisvágur var tættere på, men stømforholdene var mere gunstige mod Hvalba, da strømmen var stærk og lidt senere skiftede retning mod nord. Sysselmanden og grindeformændene tog beslutning om at grindeflokken skulle drives til Hvalba. Flere både sejlede ud for at hjælpe med til at drive grindeflokken og grindemænd fra hele øen kørte til Hvalba for at stå parat på stranden, hvor grindedrabet ville finde sted. Dette ville være det første grindedrab på Færøerne i 2014, mens Sea Shepherd var på øerne, og der var stor spænding om, hvorvidt de ville blande sig aktivt i drabet, som de havde lovet.
Politiet, som havde fået forstærkning fra Danmark, tog ingen chancer, de fløj til Suderø med helikopter og afspærrede hele området omkring stranden. Kun erfarne grindemænd fik lov til at gå ned på stranden. Nogle Sea Shepherd folk nåede frem til Hvalba, men fik ikke lov til at tage ned på stranden, medens nogle andre medlemmer blev tilbageholdt af almindelige færinger ved tunnelen til Hvalba, som kun har en vejbane. Der var opstået trafikprop i tunnelen, og biler stod i kø for at vente på, at der blev plads. En Sea Shepherd bil overhalede hele køen og ville køre ind i den smalle tunnel, men de blev forhindret i dette og tilbageholdt af to biler, som holdt deres bil spærret inde ved vejkanten foran tunnelen.
Det hele endte med, at grindedrabet blev afblæst, fordi vejrforholdene var vanskelige med en del blæst og stærk strøm, og grindehvalerne dykkede en del. Til sidst kunne grindemændene ikke få øje på hvalerne længere. Sysselmanden afblæste derpå det planlagte grindedrab, afspærringen blev fjernet og folk tog hjem igen. Der var lang bilkø, ca. 200 biler, som stod og ventede for at komme igennem tunnelen tilbage til Trongisvágur. Politiet måtte hjælpe med at dirigere trafikken igennem Færøernes ældste tunnel, som er fra 1963. Der havde været megen debat på Færøerne om at Sea Shepherd patruljerede ved alle godkendte hvalstrande, og at der ikke havde været noget grindedrab, medens de havde været der. Dagen efter udtalte Suðuroys sysselmand, Jaspur Vang, at politiet havde vist, at de var parate, og at de kunne klare opgaven.

#### Fiskesælger interviewet i Færøernes TV-avis
Den 14. august 2014 havde den færøske fjernsyns (Kringvarp Føroya) TV-avis, Dagur og Vika, en samtale med Mortan Johannesen, der er fisker, fiskesælger og forhenværende og skipper, om grindedrab på Færøerne og om Sea Shepherd. Samtalen foregik hjemme hos ham selv, hvor han og konen var i gang med at lave fiskefrikadeller, som de sælger på fisketorvet nede i Vágsbotn i Tórshavn. Medens Kringvarpið var der, kom et hold af sydkoreanske filmfolk for at interviewe Mortan Johannesen. Han fortalte, at dette var det fjerde filmhold, der havde interviewet ham om hans mening om Sea Shepherd og det færøske samfund bare siden ugen før. I interviewet sagde han bl.a., citat (oversat fra færøsk): "Jeg siger til dem, at jeg synes, at det er drøn hamrende frækt, at der kommer nogle fremmede folk til et fremmed land og skal ændre en kultur, som vi har levet med i 500-600 år. Før i tiden var det sådan, at kirkeklokker ringede, når der var grind, fordi det brugte vi dengang, og nu sender de nogle silikonedukker op her for at fortælle færinger, hvad vi skal gøre med grindehvalerne. Det er så langt ude." Journalisten spurgte efterfølgende: "Og hvad siger de udenlandske journalister så, når du siger det?" Johannesen svarede: "De er 100 % enige". Journalisten fortalte derefter seerne, at rejsebureauer henviste udenlandske journalister og filmfolk til Mortan Johannesen. Fiskesælgeren fra Vágsbotn var således blevet en ikon af den ægte færøske jæger. Og Mortan Johannesen prøver ikke på at undslippe denne rolle. Citat, MJ: "Jeg har ikke noget imod, at vores virkelighed bliver fortalt ud i den store verden, og det forsøger jeg at gøre, og jeg lægger ikke noget i klemme der, jeg siger lige som det er, at det der pak skal ud af landet, det siger jeg både til TV-journalister og til radiojournalister, som kommer for at interviewe mig i Vágsbotn, om disse personer." Journalisten sagde: "Nu er det blevet dig, som viser ansigt for Færøerne, savner du nogen officiel myndighed, som du kan henvise til?", MJ svarede: "Nej, det officielle Færøerne gør intet, de gør nul gør de, det officielle Færøerne."

#### Sea Shepherd-støtte i besiddelse af cannabis
Den 19. august 2014 om eftermiddagen fandt politiet i Suðuroy ved en rutineundersøgele en mindre mængde af cannabis i en af Sea Shepherds udenlandsk registrerede biler, det skete på Kolavegurin (Kulvej) ved Hvalba, tre personer var i bilen. Alle tre blev arresteret, men kort tid senere blev to af dem løsladt og den tredje blev sendt til politistationen i Tórshavn. Den færøske nyhedsportal aktuelt.fo skrev om det kort efter midnat den 20. august, de skrev, at de havde nyheden dels fra lokale fra Suðuroy dels fra Sea Shepherds Facebook-side, hvor de skrev, at en af deres frivillige havde brudt organisationens regler om brug af euforiserende midler. Organisationen skrev, at der var tale om en belgier, og at han var blevet ekskluderet fra kampagnen GrindStop 2014. Organisationen nævnte hændelsen på deres hjemmeside den 27. august i artiklen "Playing Fair with the Faroese - Commentary by Sea Shepherd Founder, Captain Paul Watson". Om morgenen den 20. august kunne politiet bekræfte, at en udlænding var arresteret for besiddelse af canabis. Jaspur Vang, sysselmand i Suðuroy, udtalte til kvf.fo's radioavis, at der var to muligheder for straf. Hvis han indrømmede, så kunne politiet anmode Udlændingestyrelsen i Danmark om at udvise manden fra Færøerne, og hvis Udlændingestyrelsen afgjorde at udvise ham, så ville han formodentlig blive udvist administrativt fra Færøerne i et år. Hvis manden derimod nægtede sig skyldig, så ville sagen komme for Færøernes ret.
Ifølge Vágaportalen den 27. september 2014, så blev en af Sea Shepherds tilhængere, som deltager i GrindStop 2014 kampagnen på Færøerne, taget af politiet, fordi han kørte beruset. Bilen havde nederlandske nummerplader.

#### Sea Shepherd-aktivist overfaldet
Lørdag aften den 23. august 2014 var der en voldsepisode mod en Sea Shepherd aktivist i Skopun, da en 21-årig beruset færing slog en spansk Sea Shepherd aktivist to gange i ansigtet. Overfaldet skete på en af Sea Shepherds mange patruljer til lands, hvor en spansk og en britisk aktivist sad i deres bil på udkig efter grindehvaler på øen Sandø. Der var bygdestævne i en af de større bygder, Sandur, og den 21-årige havde fået for meget at drikke. Den unge mands far kom og hentede sønnen og undskyldte sin søns opførsel overfor de to Sea Shepherd folk. Ud på natten havde den 21-årige færing slået en anden færing i ansigtet med knytnæve. Han blev sat i fængsel og var i grundlovsforhør mandagen efter. Paul Watson fortalte om hændelsen på sin Facebook profil, som blev refereret på vp.fo. Peter Thaysen, chefpolitiinspektør på Færøerne, advarede færinger mod at bruge selvtægt. Der har været megen debat om Sea Shepherd på Færøerne, mange færinger føler, at de er blevet belejret af dyreværnsforeningen ifølge tv2.dk. Den 5. september 2014 fik den 21-årige 4 måneders fængselsdom for at have overfaldet spanieren. Færingen havde en tidligere betinget dom på 60 dage også for vold, de 60 dage er iregnet dommen på fire måneder. Han blev også dømt til at betale sagsomkostningerne samt erstatning til Sergio for omkostninger af lægeregninger.

#### Fem strandede døglinger
Tidlig om morgenen den 28. august 2014, da folk fra Hvalba vågnede, fik de øje på fem døglinger, der var strandet og ikke kunne komme ud igen. Det sker engang imellem to steder på Færøerne, begge steder er på Suðuroy: i Hvalba og i Sandvík, årsagen til dette menes at være, at hvalerne tager fejl af det faktum, at der er tale om en fjord med to ejder i Hvalba og en vig med et ejde i Sandvík, med lav højde og ret høje bjerge på begge sider. Hvalerne bruger en slags ekko for at bedømme om afstande til land, og ved Hvalba og Sandvík sker det jævnligt, at hvaler tager fejl af afstanden og åbenbart tror at der er et sund imellem bjergene. Dette er en teori, det vides ikke med sikkerhed. Døglingen er fredet, men når den strander og ikke kan komme ud igen, så er der ikke andet at gøre end at aflive den, så den ikke dør en langsom, smertefuld død. På Færøerne er det sysselmanden, som skal give tilladelse til, om hvaler som har gjort landgang, må aflives eller ej. Den 28. august gav Jaspur Vang, sysselmand på Suðuroy, tilladelse til, at de fem døglinger kunne aflives. Hvalerne blev derefter skåret op og kødet skal fordeles til befolkningen i Hvalba kommune, dvs. Hvalba og Sandvík. Sea Shepherd er på Færøerne og holder udkig med grindehvaler og andre hvalarter med henblik på at forhindre grindedrab. De fik åbenbart ikke øje på de fem døglinger i Hvalba. Området hvor hvalerne havde svømmet op på land blev afspærret af politiet, så grindemændene fra Hvalba kunne få fred til at skære kødet af døglingerne.

#### Det første grindedrab finder sted
Lørdag den 30. august 2014 blev en flok grindehvaler set ved øen Skúvoy. Der blev udsendt grindebud, og flokken blev drevet til Sandur på øen Sandoy. Området omkring stranden blev spærret af for uvedkommende, dvs. at kun grindemænd og politi havde lov til at komme ind på området. Seks personer fra Sea Shepherd gik ind på området allerede før myndighederne nåede at afspærre området og larmede og forsøgte at jage hvalerne ud igen. Dette forstyrrede grindedrabet og forsinkede det, da grindemændene ventede med at aflive hvalerne indtil politiet havde fjernet folkene. Politiet ankom med to helikoptere fra Tórshavn og anholdt de seks personer, og derefter kunne grindemændene, som havde stået og ventet på at politiet ville fjerne aktivisterne, aflive grindehvalerne. Dagen efter viste den færøske TV-avis Dagur og vika et interview med en af grindemændene, Magnus Wang, som havde været ombord på en af bådene. Han fortalte, at flere personer havde stået ude i havet og larmede med jernstænger, da bådene kom ind i vigen med hvalerne, og at det ikke var almindeligt at folk var ude i havet, før grindehvalerne var kommet helt ind. Mændene ombord på båden havde råbt til folkene og bedt dem om at fjerne sig, men de flyttede sig ikke, og det endte med, at båden kom til at påsejle en af Sea Shepherd kvinderne, denne kom dog tilsyneladende ikke til skade.
En speedbåd fra det danske søværn standsede også tre speedbåde fra Sea Shepherd, som havde til hensigt at forhindre grindedrabet. Senere blev de tre både beslaglagt af politiet. En reporter fra den færøske radioavis, Elis Poulsen, som bor på Sandoy, sagde i nyhederne klokken ca. 18.10 den 30. august, at drabet var overstået, og at det kun havde taget ca. 10 minutter indtil alle hvalerne var aflivet. Der var tale om en mindre flok på 35 hvaler. Peter Thaysen, politiinspektør, bekræftede overfor Kringvarpið, at seks personer var anholdt, og senere samme aften bekræftede Thaysen, at yderligere 8 personer fra Sea Shepherd var arresteret, i alt syv mænd og syv kvinder, seks af disse havde været på land og vadede ud i havet, medens otte havde været ombord på bådene. De anholdte blev fløjet med helikopter til Tórshavn og sat i detentionen i Mjørkadalur.
En at de tre både, som blev beslaglagt, var opkaldt efter skuespilleren Charlie Sheen, båden kaldtes BS Sheen. Sheen blev citeret for at sige, at danske myndigheder var involveret i det brutale slagteri, som han udtrykte det (complicit in the brutal slaughter), han udtalte endvidere, at han var stolt over, at en båd, som bærer hans navn, havde gjort alt hvad den kunne for at standse grindedrabet. Ifølge Lamya Essemlali kom de 14 arresterede fra flere forskellige lande: otte franske statsborgere, to sydafrikanske, to spanske, en italiener og en australier. Alle 14 aktivister blev løsladt i løbet af søndagen, dvs. indenfor 24 timer. De seks personer, som have opholdt sig inde på stranden, skulle møde i retten dagen efter, om mandagen. De nægtede at betale en bøde, som var på 1000 kroner til hver person. de andre otte skulle for retten den 25. september.
Paul Watson skrev om, hvor effektivt det var at bruge metalrør, på sin offentlige Facebook side den 31. august 2014 under overskiften "Pole Banging - An Effective Tactic", citat: The Faroese whalers have been talking and one of the things they observed about yesterday's event was that the Sea Shepherd crew in the water banging on the poles actually succeeded in making the whales turn back. The dolphin murderers in Taiji bang on metal poles to create a wall of sound to drive the dolphins forward. Sea Shepherd tried it yesterday on the beach for the first time although the boat crew had already found it effective for turning pilot whale pods back out to sea. It was only when the police intervened and the poles were removed that the whales were turned back again to the beach where their killers waited with sharp knives and evil intentions." På dansk: "De færøske hvalfangere har talt sammen, og en af de ting, de observerede om gårsdagens begivenhed var, at det at Sea Shepherd besætningen hamrede i vandet med jernstængerne faktisk lykkedes at få hvalerne til at vende tilbage. Delfinmorderne i Taiji bankede på metalstænger for at skabe en mur af lyd til at drive delfinerne fremad. Sea Shepherd prøvede det i går på stranden for første gang, selvom bådbesætningen allerede havde fundet det effektivt til at få en grindehvalflok at vende om ud til havet. Det var først, da politiet greb ind og rørene blev fjernet, at hvalerne blev drevet tilbage til stranden, hvor deres mordere ventede med skarpe knive og onde hensigter."

#### Sea Shepherd anklager Danmark
I en pressemeddelelse efter grindedrabet på Sandoy anklagede Sea Shepherd det danske politi og søværnet for at have assisteret Færøerne i det som de anser for at være illegal slagtning af hvaler. Færøerne er ikke medlem af EU, men Danmark er medlem af EU, og Sea Shepherd vil tage beviser til Europaparlamentet, som implicerer den danske regering, og vil forlange, at Sea Shepherds medlemmer løslades med det samme, og at aktioner foretages imod Danmark. I pressemeddelelsen sagde Sea Shepherd også, at deres medlemmer havde jaget tre flokke af hvaler væk fra øerne, før morderne, som de udtrykte det, kunne få øje på dem, og at de endnu ikke havde fremlagt beviserne på dette, for at undgå at vække vrede hos de færøske grindemænd. Den 2. september 2014 opfordrede Paul Watson Facebook-brugere til at protestere mod grindedrab på Færøerne hos Udenrigsministeriet i Danmark. Dette gjorde han ved at poste et billede af grindedrab sammen med teksten: "Denmark is supporting this! Let them know how you feel about it." (på dansk: "Danmark støtter dette! Vis dem hvad du synes om det.") Derefter kom Udenrigsministeriets adresse, telefonnummer, faxnummer og e-mailadresse. I den færøske TV-avis, Dagur og Vika, havde journalisten og sangeren, Finnur Koba, samtale med Paul Watson, lederen af Sea Shepherd. Watson sagde, at ved grindedrabet i Sandur skete der lige det, som de havde håbet på, da det danske søværn kom på stedet og blev involveret, ifølge Watson viste det, at Danmark samarbejder med Færøerne og beskytter grindedrabet, og det giver Sea Shepherd ammunition til at gå efter Danmark og EU, og til at lægge stort mediepres på Danmark. I interviewet sagde Watson også, at Sea Shepherd havde jaget fire flokke af grindehvaler væk fra Færøerne, før nogen færing fik øje på dem, det lykkedes bare ikke angående lørdag den 30. august, da en flok grindehvaler blev set ved øen Skúvoy og derefter blev ført ind til den nærmeste godkendte hvalbugt, som var Sandur og slagtet der.
Ekstra Bladet skrev om hadefulde kommentarer mod Danmark på Facebook, efter grindedrabet i Sandur. Ifølge artiklen var der tale om flere tusinder mennesker fra hele verden, som udtrykte deres vrede over, at det officielle Danmark ydede beskyttelse til de færøske hvaljægere. Avisen citerede en af personerne, som kommenterede på Paul Watsons Facebook-side (citat): "at Danmark og Færøerne er 'sadistiske nationer'. Hun fortsætter: - De har ingen respekt for dyr hverken til lands eller til vands. Det er foragteligt."

### September 2014

#### Straffesag mod Sea Shepherd-tilhængere
Mandag den 1. september 2014 blev seks personer som var tilhængere af Sea Shepherd afhørt i retten i Tórshavn. Disse personer kommer fra landene Italien, Spanien, Frankrig, Mexico og Sydafrika, og nægtede sig alle skyldige i at have forsøgt at forhindre et grindedrab, der er lovligt efter færøsk lovgivning. De bekræftede, at de havde været på stranden i Sandur, og at de havde vadet ud i havet, da grindehvalerne nærmede sig. Men da de blev spurgt, om de ikke vidste, at de forbrød sig mod færøsk lovgivning, så svarede de, at de var taget til Færøerne for at redde hvaler. Den færøske advokat Jógvan Páll Lassen var forsvarer for de seks personer. Hans forsvar gik ifølge in.fo blandt andet ud på at anfægte, at de seks tiltalte personer havde forårsaget så meget larm på stranden, at dette kunne skræmme hvalerne væk. Dette forhold skal ses i sammenhæng med, at der på samme tid befandt sig tre helikoptere med politibetjente, som fløj over havet, mens de tog billeder og optog film af begivenheden, og en af dem landede også inde på land ca. 200 meter fra grindehvalerne. Desuden var der mange lokale færinger til stede, som havde larmet ifølge forsvareren og de afhørte personer. 
En dansk politibetjent som havde taget billeder fra en af helikopterne blev afhørt, og Lassen spurgte betjenten, om han kunne vurdere hvilken effekt helikopteren havde haft på grindehvalerne. Politibetjenten svarede, at han mente, at hvis larmen fra helikopteren havde haft nogen effekt, så var det at skræmme hvalerne væk fra land. Karl Vidtfeldt fra Sandoy, som er reserve-politibetjent, vidnede også, og angående larm, så mente han, at larmen fra Sea Shepherd støtterne havde fået grindehvalerne til at dreje mod vest. Angående metalrørene som de seks personer brugte, angiveligt for med larm at skræmme hvalerne til havs igen, så har Paul Watson skrevet om hvor effektivt det var, på sin offentlige Facebook side den 31. august 2014 under overskriften "Pole Banging - An Effective Tactic". Anklageren prøvede at få afklaring på, hvorvidt de seks personer havde været inde på et afspærret område. De svarede, at området ikke havde været afspærret, da de ankom, og det gav Karl Vidtfeldt dem ret i, de var allerede gået ned på stranden, før de lokale myndigheder havde afspærret området. Derefter havde de fået besked på at forlade stranden, men de nægtede.
De anklagede sagde alle, at de ikke var medlemmer af Sea Shepherd, men at de støttede organisationen. Ifølge dem selv havde de selv betalt rejsen til Færøerne og var der som frivillige. De sagde også, at de selv havde betalt for tøjet som de gik klædt i med Sea Shepherd logo på. Dommen blev afsagt mandag den 8. september 2014. De seks personer blev idømt hver især kr. 1000 i bøde. Hvis de ikke havde råd, eller nægtede at betale bøden, så skulle de i stedet sidde i fængsel i seks dage. De seks personer nægtede at betale bøderne. Det er første gang nogen er blevet dømt efter grind-loven, sagde politichef John Kølbæk til Jyllands-Posten.
Den 9. september 2014 skrev in.fo, at Politiet på Færøerne havde sendt en anmodning til Udlændingestyrelsen i Danmark om, at de seks Sea Shepherd støtter skulle udvises fra Færøerne. Senere samme dag kom det frem, at fire af de dømte allerede havde forladt Færøerne. Den færøske TV-avis, Dagur og vika, havde interview med John Kølbæk, foged, som sagde, at politiet ikke kunne forhindre dem i at forlade Færøerne, men ved at få dem udvist, så kunne man forhindre dem i at komme tilbage igen i den periode de eventuelt ville blive udvist i. Angående de to andre som ikke havde forladt Færøerne, så måtte de ikke foretage sig tilsvarende ulovlig handling som før, for så ville de blive anholdt igen og få en hårdere straf, sagde Kølbæk. Den 12. september skrev kvf.fo, at der var omkring 70-80 Sea Shepherd aktivister tilbage på Færøerne, efter at flere havde forladt Færøerne dagen før med færgen Norrøna. Ingen af de seks personer havde betalt bøden på 1000 kroner. Politiet havde endnu ikke fået svar fra Udlændingestyrelsen angående spørgsmålet om udvisning fra Færøerne.
Den 16. september 2014 afgjorde Udlændingestyrelsen at udvise de seks Sea Shepherd personer fra Færøerne, som havde forstyrret grindedrabet i Sandur den 30. august 2014. De blev udvist med virkning fra den dag dommen blev tinglyst, dvs. den 16. eller 17. september 2014 og et år frem. Fire af de seks personer var allerede rejst ud af Færøerne, da afgørelsen blev truffet, mens en af de to personer som endnu var tilbage på Færøerne, havde ansøgt om at få sin opholdstilladelse forlænget, men på grund af udvisningen fik vedkommende afslag på ansøgning, sagde Peter Thaysen, chef-politiinspektør, til kvf.fo. Afgørelsen om udvisning fra Færøerne blev taget med hjemmel i Udlændingelovens § 25a, stk. 2, (En udlænding kan udvises, hvis ... udlændingen må anses for en alvorlig trussel mod den offentlige orden, sikkerhed eller sundhed.) nr. 3 og § 32 stk. 4, 2. punkt. John Kølbæk, politimester på Færøerne (foged), var tilfreds med dommen. Han sagde til in.fo, at dommen er principiel.
Den 18. september 2014 valgte de seks personer, som blev dømt til udvisning fra Færøerne i et år samt fik en bøde på 1000 kroner hver, at anke Udlændingestyrelsens afgørelse om udvisning til Justitsministeriet. Det sagde deres forsvarer, Jógvan Páll Lassen, til in.fo. De seks personer mente ifølge forsvareren, at begrundelsen for udvisning var meget tynd, idet der kun var tale om en bøde på 1000 kroner. Endvidere sagde forsvareren, at han gad vide, om andre som fik en bøde på 1000 kroner også ville blive udvist. Spørgsmålet var også, sagde han, om der var noget lavmål for, hvor lidt der skal til, før en person kan blive udvist.
Straffesagen mod de otte personer, som havde sejlet i de tre både, som Søværnet havde beslaglagt under Sandur-grindefangsten den 30. august, begyndte den 25. september 2014. De otte var anklaget for brud på politivedtægten samt brud på grindebekendtgørelsen. Syv af de otte mødte i retten, den ottende person var rejst ud af Færøerne. Alle syv nægtede sig skyldig. Anklageren fremsatte krav om, at de fik 1000 kroner i bøde hver, samt at politiet skulle beslaglægge deres både, som var midlertidigt beslaglagt. Under retssagen nægtede de syv for at kende noget til, at de havde forbrudt sig mod grindebekendtgørelsen, som bl.a. siger, at uvedkommende skal holde sig væk fra et område, som sysselmanden har valgt at afspærre som et grindedrabsområde og at både skal holde en afstand på mindst en sømil. De havde fået information herom, fremgik det af det som de forhørte personer sagde, at de havde fået at vide, at både skulle holde sig mindst en sømil væk fra grindeområdet. De syv undskyldte sig med, at de først sejlede indenfor 1 sømil, efter at grindehvalerne var blevet dræbt, de sejlede ind for at tage billeder. De mente, at det var i orden at sejle indenfor 1 sømil, efter at hvalerne var døde, men Linda Hesselberg, anklager, mente ikke, at de otte personer ikke var vidende om denne regel. Hun henviste til et møde den 21. august 2014 mellem Shandorf Vang fra Færøernes Politi, Lamya Essemlali og Rosie Kunneke (lederen for Sea Shepherd på land i GrindStop 2014 kampagnen). Da havde Shandorf Vang forklaret dem grundigt, om hvordan loven var blevet ændret i 2011, da sysselmanden fik hjemmel i loven til at afspærre et område til grindedrab, han havde også forklaret dem, at denne afspærring også var gældende for havnen, hvor hvalerne skulle skæres op, efter at de var blevet dræbt, og de havde fået udleveret informationsmateriale om dette. Lamya Essemlali sagde til anklageren, at hun mente, at loven var meget uklart formuleret, og at hun var af den opfattelse, at området kun var afspærret så længe som hvalerne var i live. Hesselberg henviste også til flere breve som politiet havde sendt til Sea Shepherd med information om grindebekendtgørelsen og politivedtægten.
Under straffesagen mod de otte, hvoraf syv mødte, kom det også frem, at det var Sea Shepherd Frankrig, som finansierede den del af GrindStop aktionen på Færøerne, som var off-shore, det vil sige de personer der sejlede med bådene. Alle syv fortalte i retten, at det var Sea Shepherd der havde betalt deres billet til Færøerne, og at Sea Shepherd også betalte for deres ophold og for udgifter til mad. Lamya Essemlali bekræftede de andres udsagn. Da dommeren spurgte hende, hvor meget hun mente, at aktionen havde kostet hidtil, svarede hun, at det sandsynligvis havde kostet over tre millioner samt ekstra udgifter til benzin. Hun blev også spurgt om, hvor stor værdi bådene havde. Essemlali vurderede dem til 1,1 millioner. Sagen mod de otte blev fastsat til at fortsætte to uger senere, den 13. oktober, hvor blandt andre Finnbogi Midjord, sysselmand på Sandoy, samt Jaspur Vang, sysselmand på Suðuroy, skulle afhøres.
Den 23. oktober faldt der dom over de otte. De otte aktivister blev hver straffet med en bøde på 1.000 kr. med forvandlingsstraffen 6 dages fængsel for brud på grindebekendtgørelsen og ordensforstyrrelse. Retten fandt at det ville være uforholdsmæssigt at konfiskere de tre både og frifandt derfor Sea Shepherd Frankrig herfor.

#### Beslutningsforslag om at forbyde Sea Shepherd på Færøerne
Den 1. september 2014 skrev flere færøske medier, at partiet Tjóðveldi ønskede at organisationen Sea Shepherd skulle forbydes ved lov på Færøerne. De ønskede, at en lovændring skulle sørge for, at personer som offentligt støttede Sea Shepherd eller andre organisationer, som offentligt sagde, at de ville komme til Færøerne for at bryde færøsk lovgivning, ikke fik tilladelse til at komme ind i Færøerne. Ifølge den færøske radioavis kvf.fo den 12. september 2014, havde Weekendavisen i Danmark en artikel skrevet af færingen Heini í Skorini, om situationen med Sea Shepherd på Færøerne og om det at flere færøske politikere ønskede at forbyde organisationen og dens støttepersoner med lov. Han havde talt med Jens Vedsted-Hansen, professor ved Århus Universitet og medlem af PET-kommissionen, som mente, at det var meget vanskeligt at gøre en organisation ulovlig. Ifølge PET-kommissionen fra 2009 er det kun sket tre gange, siden den danske grundlov kom i 1849, at organisationer er blevet tvunget til at ophøre med dens aktiviteter. Seneste gang var under 2. verdenskrig, da Danmarks Kommunistiske Parti blev ulovligt i 1941 (det blev lovligt igen i 1945).
Den 24. september 2014 havde den færøske TV-avis, Dagur og vika en diskussion mellem Jacob Vestergaard, som er Færøernes fiskeriminister, og Páll á Reynatúgvu, lagtingsmedlem fra Sandur, som også var tilstede ved grindedrabet i Sandur den 30. august 2014, da 14 Sea Shepherd tilhængere blev anholdt. Vestergaard sagde, at han var meget forarget over den måde Sea Shepherd havde protesteret på Færøerne, at det havde stået på i så lang tid, af så mange personer og at de havde medbragt både, skibe, autocampere mm. Han sagde, at færøske myndigheder blev nødt til at evaluere hele sagen, nu da Sea Shepherd aktionen mod færøsk grindedrab var ved at være slut. Han mente, at det ikke var så ligetil at forbyde organisationen og at det heller ikke var så ligetil at nægte dem tilladelse at rejse ind i landet, specielt kunne man ikke forhindre danskere og nordiske borgere at rejse ind i Færøerne. Men han syntes, at man godt kunne forlange, at Sea Shepherd tilhængerne som kom fra andre lande end de nordiske, skulle have arbejds- og opholdstilladelse, før de kom ind i landet, for det som de havde lavet, stået og holdt vagt i fastlagde tidsrum på faste udkigsposter, måtte kaldes arbejde. Ministeren mente, at disse personer arbejdede for organisationen Sea Shepherd, uanset om de modtog løn eller ej, og at det krævede arbejdstilladelse.
Beslutningsforslaget endte hos Lagtingets justitsnævn, som indkaldte relevante personer for at høre om deres mening om lovforslaget. Den 24. november 2014 sagde Færøernes Radio (Kringvarp Føroya), at Justitsnævnet havde spurgt den færøske ambassade i Island, om Sea Shepherd var blevet forbudt i Island. Svaret fra Island var, at Paul Watson havde ikke lov til at rejse ind i landet, fordi Sea Shepherd havde sunket to hvalfangerskibe, som lå ved kaj i Island i 1986, men Sea Shepherd var ikke forbudt i Island. Justitsnævnet har i forbindelse med lovforslaget indkaldt: Grindamannafelagið, grindeformænd, sysselmænd og fogeden - Jacob Vestergaard, landsstyremand, Kaj Leo Holm Johannesen, lagmand og disses embedsfolk. Beslutningsforslaget blev behandlet i lagtinget i starten af december 2014, to måneder efter, at Sea Shepherds kampagne mod grindedrab holdt op.

#### Forespørgsel fra lagtingsmedlem
Den 5. september 2014 skrev kvf.fo, at Rigmor Dam, lagtingsmedlem for Javnaðarflokkurin ville stille lagmand, Kaj Leo Johannesen en mundtlig forespørgsel i lagtinget, om hvilken informations- og mediestrategi landsstyret havde i forbindelse med, at : "Sea Shephard har besat fjorde og vige rundt omkring på Færøerne og spreder løgne om folket, som bor her". Den 10. september 2014 svarede lagmanden på Rigmor Dams forespørgsel. Han sagde, at han syntes at færinger skulle tage det roligt, og at han ikke ville fortælle om landsstyrets strategi offentligt, da han så forventede at Sea Shepherd ville lægge deres strategi ud fra det. Men han kunne oplyse, at færøske myndigheder svarede på emails og bl.a. henviste til hjemmesiden whaling.fo. Hans ministerium havde også tæt samarbejde med Færøernes Turistråd, som følger med i hvad der sker på de sociale medier på internettet. Lagmanden sagde også, at han mente at Sea Shepherd er en lille organisation, som kun meget få tager alvorligt. Endvidere sagde han, at ifølge Sea Shepherd, så havde de gjort meget skade for Færøerne, men lagmanden kunne oplyse, at der aldrig før har været så stort antal turister på Færøerne som i 2014. Lagmanden sagde, at landsstyret ikke vil budgettere med flere penge til at beskytte Færøerne mod modstand imod grindedrabet. På den anden side mente lagmanden også, at når Sea Shepherds kampagne er slut efter sommeren 2014, ville det færøske landsstyre evaluere sagen, så man var bedre forberedt hvis det samme skulle ske igen. Han mente ikke, at det ville nytte noget at forbyde organisationen Sea Shepherd, fordi personerne som var på Færøerne var der som privatpersoner og ikke som medlemmer af Sea Shepherd.

#### Dødstrusler mod Sea Shepherd
Den 12. september havde den færøske TV-avis, Dagur og vika (Dag og uge) fra Kringvarp Føroya, et indslag om, at Sea Shepherd tre dage tidligere havde anmeldt en færing for mordtrussel mod to af Sea Shepherds støtter, da disse havde følt sig truet, eftersom færingen havde rettet sit gevær mod dem. En af disse er fra Sydafrika og er rejst ud af Færøerne efter hændelsen, mens den anden, den italienske Magdalena Gschnitzer stadig var på Færøerne, da Dagur og vika lavede indslaget og interviewede hende om hændelsen. Kringvarp Føroya havde fået tilladelse af Sea Shepherd til at bruge deres videooptagelser fra Sandoy-grindedrabet. Optagelserne var meget rystede, med da de trykkede på pause kunne man se, at en mand står og sigter med et gevær. Magdalena sagde, at hun ikke så geværet selv, men at hendes veninde, Monique, så geværet og advarede hende. Ifølge Magdalena råbte personer fra båden ukvemsord efter dem og råbte at de skulle rejse hjem. Magdalena sagde, at hun ikke ønskede at se hen mod båden, i stedet koncentrerede hun sig om hvalerne og om at redde deres liv. Hun sagde at der også var børn ombord på båden, og at hun ikke kunne forstå, hvordan nogen kunne sigte med et gevær mod mennesker, specielt mens børn så på. Ifølge Jón Klein Olsen, undersøgelsesleder fra Færøernes Politi, er politiet i gang med at undersøge videooptagelserne for at kunne stadfæste, hvem der var ombord på båden, og de havde også en mistanke om, hvem personen med geværet kunne være. Politiet ville forhøre folk fra Sandoy om sagen, sagde Jón Klein Olsen.
Den 4. december 2014 skrev in.fo, at Færøernes Ret havde opgivet sagen, fordi det ikke kunne bevises, at færingen havde truet kvinderne på livet. Linda Hesselberg, anklager, sagde, at det var påstand mod påstand, og at de derfor ikke kommer sagen nærmere. Manden som var anklaget, havde indrømmet, at han havde en riffel ombord, og at han havde vist den for Sea Shepherd-støtterne. Sandø-manden havde endvidere sagt, at riflen ikke var ladet, og at han var bange for at Sea Shepherd folkene ville slå ham med jernstængerne.

#### Nummerplader stjålet fra Sea Shepherds biler
Lørdag aften den 13. september 2014 stjal nogle færinger syv nummerplader fra Sea Shepherds biler i Suðuroy, hvorefter de kastede dem i havet ved havnen i Tvøroyri. En af Sea Shepherds støtter havde set det og fulgte efter, hvorefter vedkommende meldte sagen om tyveriet til politiet. Politiet fandt frem til tyvene, som indrømmede, at de havde stjålet nummerpladerne. De fik en bøde på 1500 kroner hver. Politiet havde ingen dykker på det tidspunkt, men det havde Sea Shepherd, og det lykkedes en deres dykkere at finde fem af de syv nummerplader igen. Paul Watson skrev om hændelsen på sin Facebook side. Ved samme lejlighed erklærede han, at sommeren havde været en succes, eftersom kun 37 hvaler var døde sammenlignet med over 1200 hvaler i samme periode i 2013.

#### Sea Shepherd-tilhængere anholdt og anklaget for dyrplageri
Om eftermiddagen den 17. september 2014 omkring klokken 15, var der grindebud i nærheden af Hvítanes i Tangafjorden nord for Tórshavn, i nærheden af Hoyvík. Det viste sig dog ret hurtigt, at der ikke var tale om grindehvaler men om delfiner. Sysselmanden afgjorde, at afblæse grindebudet. En båd fra Sea Shepherd var den første båd, som kom til delfinerne ifølge aktuelt.fo. Politiet sejlede derud og gav personerne ombord på Sea Shepherd båden besked på at lade delfinerne være i fred og forlade dem, da de stressede dem, men folkene ombord på Sea Shepherd-båden adlød ikke og blev ved med at sejle i nærheden af delfinerne. Derefter begyndte en bådjagt, hvor en båd fra politiet eller det danske søværn jagede Sea Shepherd-båden.
Efter et stykke tid lykkedes det politiet at fange og arrestere de tre kvinder, som kommer fra Storbritannien og Frankrig, det skete ud for Glyvursnes syd for Tórshavn. De ville blive afhørt om aftenen, og chefpolitiinspektør Peter Thaysen forventede, at de ville blive løsladt senere samme aften, og at de på et senere tidspunkt ville blive indkaldt til retten. Ifølge in.fo, blev de tre Sea Shepherd-tilhængere anklaget for at have brudt dyreværnsloven, da de forstyrrede delfinerne unødig meget, og for at have nægtet at adlyde påbud fra politiet. En helikopter deltog også i jagten efter Sea Shepherd-båden, men det var kun for at dokumentere det som skete, sagde Peter Thaysen til aktuelt.fo. Båden blev ville ikke blive beslaglagt ifølge in.fo (skrevet kl. 16.47). Der var på daværende tidspunkt ikke taget stilling til, om politiet ville anmode om udvisning fra Færøerne. Paul Watson skrev om begivenheden på sin Facebook-side, hvor han lagde et billede ud af båden Spitfire og en politibåd sammen med en tekst med overskriften Latest Update from the Bizarre Faroes.
Ifølge Sea Shepherds hjemmeside var der tale om tre kvinder: Jessie Treverton fra Storbritannien og Celine Le Diouron og Marion Selighini fra Frankrig, som blev arresteret efter at en båd fra det danske søværn jagtede og fangede dem. De blev afhørt om aftenen og løsladt igen sent samme aften, og samtidig fik de også deres britisk-registrerede båd, Spitfire, tilbage. De tre skal møde i retten klokken to om eftermiddagen den 18. september. Ifølge Sea Shepherds hjemmeside risikerer de udvisning fra Færøerne i mindst et år. Båden Spitfire er ifølge samme hjemmeside den fjerde båd, som Søværnet har beslaglagt under GrindStop 2014 operationen, de andre tre både, Loki, Mike Galesi og B.S. Sheen, blev beslaglagt under Sandur-grindedrabet den 30. august 2014 og er holdt tilbage som bevismateriale i straffesagen mod de otte personer fra Sea Shepherd, som blev anholdt ved Sandur den 30. august mens de sejlede ombord på de tre senere beslaglagde både. Den sag kommer for retten den 24. september 2014. Spitfire blev dog ikke beslaglagt, men blev udleveret igen efter afhøringen af de tre kvinder. Operation GrindStop 2014 er Sea Shepherds hidtil største kampagne mod grindedrab på Færøerne og varer fra midten af juni 2014 til starten af oktober 2014.
Om eftermiddagen den 18. september 2014 afgjorde politiet på Færøerne, at de tre kvinder fra Sea Shepherd, som jagede en flok delfiner og forsøgte at jage dem ud på åbent hav fra Nólsoyfjorden den 17. september, også skulle anklages for brud på grindebekendtgørelsen. Dette blev afgjort, efter at politiet havde rådført sig med jurister fra Færøernes Fiskeriministerium om hvorvidt Grindebekendtgørelsen (Kunngerð um grind) også gælder delfiner (kaldet springarar på færøsk), og de kom frem til, at loven også gælder delfiner. På denne bagrund beslaglagde politiet Sea Shepherd-båden Spitfire. Grind-bekendtgørelsen siger klart, at det kun er sysselmænd og grindeformænd, som kan stå for det at drive en flok hvaler (grind) på Færøerne, og det inkluderer også delfiner ifølge Færøernes Politi.

#### Sea Shepherd til folkemøde i Runavík
Weekenden 19. og 20. september 2014 var der Folkemøde i Runavík. Det var tredje gang, at et sådant arrangeredes, de forrige folkemøder var i Hoyvík ved Tórshavn i 2012 og i Klaksvík i 2013. Forhenværende udenrigsminister i Danmark, Villy Søvndal, deltog ved Folkemødet 2014 om fredagen. Det skabte en del debat på Færøerne, at Sea Shepherd ønskede at deltage på folkemødet, men en af arrangørerne, Ólavur í Geil, sagde til in.fo, at meningen med folkemødet var, at det skal være for alle, der var tale om et demokratisk møde, og hvis man ville nægte en organisation som Sea Shepherd adgang, så ville mødet ikke være særlig demokratisk. Arrangørerne havde talt sammen og spurgt andre til råds, før de besluttede, at Sea Shepherd også var velkommen til at deltage ved folkemødet og de fik også lov til at stå for en event med diskussion. Der var rekordstor tilmeldelse til Folkemødet 2014 med 29 organisationer, foreninger, politiske partier mm. Alle politiske partier forventedes at deltage ved en formandsrunde lørdag aften den 20. september.
Forbundet for færøske Grindemænd (Grindamannafelagið) meddelte i en pressemeddelelse den 19. september 2014, at de ikke ville deltage i en diskussion med Sea Shepherd til Folkemødet i Runavík. De sagde, at årsagen til afgørelsen var, at Sea Shepherd hele tiden spredte forkert information om grindedrab, lov og bekendtgørelser, så sent som den 18. september 2014. Endvidere stod der i pressemeddelelsen (færøsk):
- Vit hava alment tvær reisur í summar kjakast við tey. Úrslitið hevur verið, at vit verða misnýtt í einari villleiðandi kunning frá felagsskapinum. Hetta hava vit ongan hug at endurtaka. Vit eru samd um at vera ósamd, kunnu vit einfalt staðfesta.
Oversat til dansk: - Vi har to gange i sommer offentligt diskuteret med dem. Resultatet har været, at vi bliver misbrugt i en vildledende information fra organisationen. Dette har vi ingen interesse i at gentage. Vi er enige om at være uenige, kan vi ganske enkelt stadfæste.
Den færøske radioavis talte den 20. september med to personer om Sea Shepherds deltagelse ved Folkemødet i Runavík. Først talte de med formanden for Forbundet for Grindemændene, Ólavur Sjúrðaberg. Han sagde, at de havde valgt Sea Shepherd fra, fordi de to gange i løbet af sommeren havde forsøgt at diskutere med organisationen, "...men det var som at slå vand på en gås, de kommer alligevel med oplysninger som er 150 til 200 år gamle, om beskrivelser af, hvordan et grindedrab foregik før i tiden, og de nævner ikke et ord om, hvordan færinger dræber grindehvaler i dag." Endvidere sagde Sjúrðaberg, at Sea Shepherd overhovedet ikke er interesseret i, at grindedrabet bliver forbudt, de er bare interesseret i at få penge. Det første man ser på deres hjemmeside er, at de beder folk om at donere penge. Han syntes, at det ville være bedst, hvis færinger ikke viste dem interesse men tiede dem ihjel. Efter at radioavisen havde talt med Ólavur Sjúrðaberg, talte de med journalisten Jón Brian Hvidtfeldt, som også var en af arrangørerne af Folkemødet, de spurgte ham, om det gav nogen mening at lade Sea Shepherd få taletid til Folkemødet klokken 19 samme aften, da Grindamannafelagið ikke var med. J.B. Hvidtfeldt påpegede, at Folkemødet var et offentligt og demokratisk møde, og at Sea Shepherd havde en bås til Folkemødet, lige som flere andre foreninger, partier, fagforeninger mm. også havde. Han mente ikke, at det var arrangørernes opgave, at sortere nogen fra, og når de færøske myndigheder ikke mente, at Sea Shepherd var en ulovlig organisation, så mente han heller ikke, at det var arrangørernes opgave at gøre sig til en slags overdommer og nægte dem adgang til Folkemødet. Radioavisens vært spurgte Hvidtfeldt, om det ikke ville være korrekt at tie Sea Shepherd ihjel til Folkemødet og ikke lade dem få taletid, men det mente Hvidtfeldt absolut ikke. Han mente ikke, at de skulle sortere fra, hvem der kunne tale i et demokratisk samfund som Færøerne og til et demokratisk Folkemøde. Han kommenterede også Sjúrðabergs udtalelse om, at de færøske medier burde tie Sea Shepherd ihjel. Hvidtfeldt mente ikke, at det var mediernes opgave at tie nogen ihjel.

#### Sea Shepherd vil også standse malemukungefangst
Sea Shepherd har ikke kun dokumenteret grindefangst, mens de har opholdt sig på Færøerne fra juni til september 2014. Da kampagnen var ved at være slut sidst i september 2014, lagde de fotos på Sea Shepherds hjemmeside af færinger som fanger og afliver mallemukunger. Færinger fanger hvert år malemukunger i august/september, når ungerne har forladt klippen og flyder rundt i havet, da de er for fede til at kunne flyve. I tiden, hvor de ikke kan flyve, er de nemme at fange med et net på en stang. De tilberedes, fjer og indvolde fjernes og derefter kan de enten koges eller steges og anses for en delikatesse på Færøerne, men Sea Shepherd mener, at fangsten af malemukungere må standses. I artiklen drages der en parallel til grindefangsten, da fangsten af malemukunger også er forbundet med helbredsrisiko for færinger, da fuglene kan smitte mennesker med ornitosis (papegøjesyge). I 1991 viste en undersøgelse, at 10 % af fuglene var smittede. I 2007 advarede Landslægen imod at tage malemukunger, der så syge eller tynde ud, da det kunne være tegn på sygdom. I nyhedsbrevet fra Landslægen blev oplyst, at der var registreret 48 tilfælde af færinger med ornitose fra 1954 til 2003. Gravide kvinder holder sig altid langt væk fra steder, hvor de døde fugle håndteres, dvs. fjerene hives eller skoldes fuglene for at få alt dun og fjer af. Mændene tager sig af selve fangsten, mens kvinderne ofte deltager med at gøre fuglene klare til spisning, men altså ikke, hvis de er gravide, da sygdommen er særlig skadelig for gravide og deres fostre. I 1930'erne døde flere færinger af ornithose, f.eks. i Porkeri døde flere kvinder, da det var kvindernes opgave at rengøre malemukkerne. Dengang vidste man ikke, hvad det var for en sygdom som de havde fået. Men to læger, en som var læge i Vágur og en som var læge i Eiði, fandt ud af, at sygdommen kom fra malemukkerne.

#### De sidste dage på Færøerne
Den 23. september rejste flere af Sea Shepherds tilhængere ud af Færøerne, blandt andet de to sidste af de seks udviste aktivister, som blev anholdt af politiet under et grindedrab i Sandur den 30. august 2014. Færøernes Politi er et dansk anliggende, det lokale politi på Færøerne fik ekstra bemanding fra Danmark samt ekstra hjælp fra Søværnet på grund af tilstedeværelsen af de mange Sea Shepherd-tilhængere. De færøske regler om grindedrab, som står skrevet i grindebekendtgørelsen, blev ændret i 2013, hvor det blev indført, at myndighederne kunne vælge at afspærre et område, hvor der skulle afholdes grindedrab. Denne hjemmel blev brugt for første gang i Hvalba i midten af august 2014, da man fandt en flok grindehvaler mellem Hvalba og Tvøroyri. På grund af dårligt vejr og fordi grindehvalerne dykkede og til sidst forsvandt, så blev der ikke noget grindedrab den dag. Anden gang et område blev afspærret på grund af et bebudet grindedrab, var den 30. august 2014 på øen Sandoy, da 35 grindehvaler blev slagtet på stranden i Sandur, men først efter at politiet og Søværnet havde fjernet seks Sea Shepherd tilhængere fra stranden. Samtidig med at hvalerne blev dræbt, jagtede en båd fra Søværnet tre Sea Shepherd både og anholdt de otte personer som var ombord på bådene. Strafferetssagen mod de otte startede den 25. september 2014.
Den 27. september 2014 udtalte Lamya Essemlali, som på daværende tidspunkt var præsident for Sea Shepherd Frankrig, og leder for Sea Shepherd på havet i GrindStop 2014 operationen, at organisationen helt sikkert ville komme tilbage til Færøerne i 2015 for at få færinger til at holde op med grindedrab. Hun sagde endvidere, at de ville foretage nogle ændringer til året efter, da de nu havde erfaringerne fra 2014 at bygge videre på. Hun mente, at det kunne tage flere år, før det ville lykkes for Sea Shepherd at overbevise færinger om at holde op med grindedrab, det kunne tage 5 år eller 10 til 15 år, mente hun.
Den 29. september 2014 skrev in.fo, at Sea Shepherd ville forlade Færøerne torsdag aften den 2. oktober 2014, efter at de havde været på Færøerne i fire måneder. Tilsammen havde over 500 personer deltaget i aktionen, omkring 70 var det højeste antal aktivister som havde været på Færøerne samtidig. Lamya Essemlali mente, at aktionen havde været en succes, eftersom der kun havde været et grindedrab af en lille flok grindehvaler i perioden mens Sea Shepherds aktion havde varet. Hun mente, at begge parter forstod hinanden lidt bedre nu, nogle af Sea Shepherds folk havde kun set færinger som folk der dræbte grindehvaler, men de så nu, at færinger var så meget andet end bare det, og at problematikken var mere nuanceret. Hun mente, at dialogen mellem Sea Shepherd og færinger var blevet bedre, selv om det til tider havde været umuligt at tale sammen, da parterne ikke ville høre på hinanden.
Den 30. september 2014 skrev vp.fo, at et af Færøernes to folketingsmedlemmer, Sjúrður Skaale, var blevet interviewet af den tyske fjernsynskanal ZDF om hans syn på Sea Shepherd og deres aktion på Færøerne. Ifølge Skaale var ZDF blevet bombarderet af henvendelser fra Sea Shepherd tilhængere om grindedrab i Færøerne. Skaale havde fortalt dem, at alt kød har en historie, og at han mente, at historien om et stykke kød fra grindehvalen, set fra et moralsk og etisk synspunkt, var en god historie, og at man ikke fandt bedre historier om kød fra alverdens middagstallerkener. Skaale mente endvidere, at historien om Færøernes jagt efter grindehvaler kunne blive Færøernes Eyjafjallajökull og trække turister til Færøerne.
Ifølge den færøske journalist, Elin Brimheim Heinesen, så har Sea Shepherds tilstedeværelse på Færøerne og deres ofte fjendtlige udtalelser af færinger, ført til at flere færinger, som før har været modstandere af grindedrab, nu er blevet tilhængere af grindedrab.

## Efterspil

### Pete Bethune på Færøerne
Den 2. oktober 2014 skrev in.fo om Pete Bethune, som er forhenværende Sea Shepherd støtter og Paul Watsons forhenværende højre hånd. Nogle få dage senere besøgte han Færøerne. Den 10. oktober 2014 deltog han i en diskussion med Hans Jákup Hermansen hos den færøske private radiostation Rás2. Bethune har ifølge in.fo udtalt at Sea Shepherds GrindStop aktion på Færøerne kun vil sikre, at færinger fortsætter med at dræbe grindehvaler. Han forlod organisationen Sea Shepherd, fordi han var uenig med Paul Watson. I stedet etablerede han miljøorganisationen Earthrace Conservation Organization. Pete Bethune var på Færøerne i 2011 for Sea Shepherd med henblik på at planlægge en kampagne, hvor man ville forsøge at standse grindedrab med magt. Men han skiftede mening efter besøget på Færøerne og aflyste aktionen. Han blev overbevist om, at direkte aktion imod grindedrab kun vil gøre færinger endnu mere overbeviste om at de skal fortsætte med grindedrab. Bethune udtalte på Facebook, at den eneste måde at standse grindedrab, som han stadig var modstander af, var at få et flertal af lagtingsmedlemmerne til at beslutte at grindedrab skulle være ulovligt.
Bethune sagde i diskussionen, som han havde med Hans Jacob Hermansen, at dette var fjerde gang, at han besøgte Færøerne. Han sagde, at hans indtryk var, at færinger er blevet mere aggressive imod folk som er modstandere af grindedrab, efter Operation GrindStop. Journalisten Heri Simonsen spurgte Bethune om, hvorfor han mente, at færinger skulle holde op med grindedrab. Bethune svarede, at for det første var der forureningen af hvalen, specielt kviksølv, som er et tungmetal og meget skadeligt for udviklingen, specielt for børns udvikling. Han nævnte også DDT og andre kemikalier, som ophobes i grindehvalen. Han sagde, at disse kemiske stoffer forlader ikke kroppen igen med mindre gennem fostre eller modermælken. Han kom også ind på Pál Weihes forskningsresultater, som havde vist, at færøske børn i 7-års alderen, som var blevet udsat for giftstoffer fra grindehvalen i gennemsnit var 7 måneder bagefter den intellektuelle udvikling på grund af forurening.
En anden årsag til, hvorfor færinger bør holde op med grindedrab er ifølge Bethune, at selve jagten og drabet af grindehvaler foregår ukontrolleret og ikke som dyr som slagtes i et slagteri, og derfor kan det føre til, at hvalerne pines. En anden årsag som han nævnte var, at færinger ikke er så afhængige af hvalkød og spæk som før i tiden, for nu eksporterer færinger fisk til stort set hele verden og importerer mad fra stort set hele verden, han mente ikke, at det var lige nødvendigt nu som før. Han mener at selv om færinger holdt op med at dræbe grindehvaler, så ville de stadig have masser af fisk, så færinger ville ikke nødvendigvis sulte, selv om de hold op med at dræbe grind. En anden årsag, som Bethune nævnte, var at man ikke havde pålidelige tal om bestanden af grindehvaler, den sidste pålidelige statistik man har, er fra 1980-erne og 1990-erne, og på det tidspunkt mente man, at der fandtes omkring 750.000 grindehvaler, men de tal gælder for hele Nordatlanten og er ikke nødvendigvis gældende for grindehvalerne som svømmer omkring Færøerne. Et af hans argumenter var også, at de fleste andre verden har forbudt jagt og slagtning af grindehvaler. Han nævnte, at i 2013 blev ca. 1100 grindehvaler dræbt på Færøerne, og han så gerne, at det tal blev meget mindre. Han sagde også, at færinger nok ikke var interesseret i hver år at få besøg af folk i sorte hættetrøjer. Bethune talte i ca. 12 minutter uden at blive afbrudt.
Derefter blev Hans Jacob Hermansen spurgt, om hvorfor han mente, at færinger skulle fortsætte med at dræbe grindehvaler. Han startede med at sige, at Foreningen for Grindemænd (Grindamannafelagið) blev etableret i 1993 og at han var den første formand for foreningen. Han sagde, at den grundlæggende holdning var, at man må tage, hvad man har brug for, hvis der ikke er tale om en truet dyreart og hvis drabsmetoden var human, og hvis dyret var egnet til menneskeføde. Hermansen sagde, at reproduktionsraten for grindehvalen er 8 % og at det ville sige, at hvis færinger tog 1000 hvaler et år, så skulle grindehvalerne reproducere sig med et par tusinde samme år, for at de ikke skulle være truet. Han mente, at hvis der f.eks. var 200.000 grindehvaler i havet omkring Færøerne, så ville bestanden ikke blive mindre selv om færinger så tog 16.000 hvaler på et år (hvilket de ikke gør). Han fortalte om statistikken, som går tilbage til 1547 og om hvordan kød og spæk fra hvalerne altid var blevet delt mellem folk i lokalsamfundet.
Hermansen mente ikke, at antallet af grindehvaler var et godt argument for, at færinger skal lade være med at dræbe grindehvaler. Han fortalte også, at man ved, at grindehvaler socialiserer sige med andre flokke af grindehvaler om foråret, for at parre sig med hinanden. Angående kviksølvforureningen af grindehvalen, så sagde Hermansen, at kviksølvets halveringstid er 13 til 60 dage. Hermansen sagde, at han respekterede det arbejde som Pál Weihe har gjort, men at han også havde hørt om mange færøske personer, som havde et højt indhold af kviksølv i deres legeme, uden at de havde spist hvalkød og spæk overhovedet, så hvor kommer det fra, spurgte han. Hermansen tilføjede, at undersøgelser i Danmark og Sverige har påvist, at der er et højt indhold af pesticider i frugt og grøntsager, og at ca. 20% af de undersøgte varer indeholdt over grænseværdien af pesticider. Han mente, at man må se på årsagen til, at grindehvalerne er blevet forurenede, han mente, at årsagen var at finde i landbruget i Europa. Bethune var enig med Hermansen i, at brugen af pesticider i landbrug over hele verden var et stort problem.

### Færøerne ønskede at ulovliggøre Sea Sheperd og lignende organisationer
Den 28. november 2014 skrev in.fo, at Lagtingets justitsnævn, som er repræsenteret af Lagtingets fire store partier, er enige med Tjóðveldis forslag om at forbyde Sea Shepherd og lignende organisationer, som ønsker at standse lovligt grindedrab på Færøerne. Justitsnævnet har bedt landsstyret om at udforme lovforslag, som skal være klar til at træde i kraft senest den 1. maj 2015. Partierne som er repræsenteret i Justitsnævnet er: Fólkaflokkurin, Sambandsflokkurin, Javnaðarflokkurin og Tjóðveldi. Disse fire partier repræsenterer 28 af Lagtingets 33 medlemmer.
Den 3. december 2014 stemte lagtinget om lovforslaget fra Tjóðveldi. Det viste sig, at det ikke var alle lagtingsmedlemmer, som var enige med Tjóðveldi og Lagtingets justitsnævn, men det blev vedtaget. 18 stemte for, de var: Jógvan á Lakjuni, Gerhard Lognberg, Jóna Mortensen, Bárður Nielsen, Eivin Jacobsen, Hanus Samró, Elsebeth Mercedis Gunnleygsdóttur, Janus Rein, Kári P. Højgaard, Sirið Stenberg, Páll á Reynatúgvu, Gunvør Balle, Bjørt Samuelsen, Høgni Hoydal, Kristina Háfoss, Eyðgunn Samuelsen, Henrik Old og Aksel V. Johannesen.
Otte lagtingsmedlemmer stemte nej til forslaget, de var: Helgi Abrahamsen, Alfred Olsen, Joen Magnus Rasmussen, Rodmundur Nielsen, Bjarni Djurholm, Jákup Mikkelsen, Bill Justinussen og Jenis av Rana.
Et lagtingsmedlem stemte blankt, det var Edva Jacobsen. Ikke til stede i lagtinget: Brandur Sandoy, Kristin Michelsen, Poul Michelsen, Rósa Samuelsen, Rigmor Dam og Reimund Langgaard.
Rodmundur Nielsen som var en af de fire lagtingsmedlemmer fra Fólkaflokkurin, som stemte imod forslaget, sagde, at han stemte imod, fordi forslaget ikke sagde hvad det var landsstyret skulle gøre for at forhindre Sea Shepherd i at komme til Færøerne for at forhindre grindedrab.
Færøernes lagmand, Kaj Leo Holm Johannesen, sagde bl.a. til Færøernes Radioavis kvf.fo: "At forhindre udlændinge at komme til Færøerne er en meget meget stor opgave og en udfordring, og det er det som vi må til at undersøge, om det kan lade sig gøre i forhold til grundloven og i forhold til internationale konventioner." Videre sagde han at: "Vi har ikke lovkompetencen på området, derfor bliver det under alle omstændigheder en forhandling imellem færøske og danske myndigheder, og det er noget som vi skal i gang med." Radioavisens journalist, Marjun Dalsgaard, sagde i indslaget, at sagen hører til under udlændingesager og kan derfor ikke afgøres på Færøerne, og det vil gøre det endnu mere besværligt. Lagmanden fortsatte: "Folketinget bliver så involveret på den ene eller anden måde under alle omstændigheder, så der er tale om en kompleks sag, og en meget principiel sag, og der har været lignende sager nede i Folketinget." Journalisten, Marjun Dalsgaard fortsatte: "Selv om der er gjort flere forsøg på at forbyde fællesskaber som f.eks. rockere og den islamistiske bevægelse Hizb ut-Tahrir, er det endnu ikke lykkedes danske politikere, fordi det strider imod vores grundlovs sikrede ret til at komme sammen i foreninger, og der skal meget til før det kan lade sig gøre at tilsidesætte den enkeltes frihed til at mødes i fællesskaber og der have en mening og udtrykke sin mening, som er en stadfæstet ret i grundloven." Lagmanden siger til slut i indslaget, at han kan ikke lide beslutningsforslaget, han kan ikke lide, at man vil forhindre folk i at rejse ind i Færøerne. Han mener, at det er en risiko for demokratiet, men han arbejder efter lagtingets vilje, og derfor vil han og landsstyret nu forsøge at udrede hvad der bør gøres.
Den 23. januar 2015 skrev in.fo (avisen Sosialurin) bl.a., at: citat, oversat fra færøsk: "Udlændingeloven er dansk sagsområde og nu har Johan Dahl været til møde med den danske justitsminister Mette Frederiksen. Konklusionen fra mødet er, at udlændingeloven ikke bliver ændret, således at det bliver ulovligt for Sea Shepherd og andre lignende fællesskaber at komme til Færøerne - Den danske regering har ikke til hensigt at foretage sådanne ændringer i loven, siger Johan Dahl."

#### Kommentar fra Paul Watson om beslutningsforslaget
Den 2. december 2014, som var dagen før beslutningsforslaget om at bede landsstyret om at lave love, som gjorde det muligt at forbyde Sea Shepherd i at rejse ind i Færøerne og at tage udstyr ind i landet, blev vedtaget af lagtinget. Watson delte en artikel fra arcticjournal.com og skrev en kommentar på sin Facebook-side. Hans kommentar havde overskriften: "The Faroese Seek to Suppress Dissent". Teksten på engelsk:
"In their quest to continue the barbaric slaughter of pilot whales and dolphins, Faroese lawmakers are looking at eroding their own democracy by banning Sea Shepherd from entering the Faroe Islands.
If they do, Sea Shepherd will find other means to disrupt the horrific slaughter of these intelligent, self aware, socially complex sentient beings. Our opposition to the slaughter will never cease. We will fight this horror on the water, in the courts and in the European Parliament until the Faroes comes to respect the sanctity of cetacean lives like the rest of Europe."
På dansk: "I deres forsøg på at fortsætte deres barbariske slagtning af grindehvaler og delfiner, er færøske lovmagere nu i gang med at erodere deres eget demokrati ved at forbyde Sea Shepherd at komme ind i Færøerne.
Hvis de gør det, så vil Sea Shepherd finde andre måder at forstyrre den frygtelige slagtning af disse intelligente, selvbevidste, socialt komplekse, følende væsener. Vores modstand mod slagtningen vil aldrig ophøre. Vi vil bekæmpe denne rædsel på havet, i retten og i Europa parlamentet indtil færingerne vil respektere hvalernes hellige liv ligesom resten af Europa gør."
Den 4. december 2014 havde den færøske TV-avis, Dagur og vika, et interview med Paul Watson. Watson sagde bl.a., at han syntes at beslutningsforslaget var diskriminerende og latterligt og ikke ville have nogen effekt på Sea Shepherds GrindStop kampagne, og at de ville komme til Færøerne igen sommeren 2015. Han sagde, at loven ville være svær at håndhæve, og at Sea Shepherd ikke var en organisation men en bevægelse. Han spurgte, om det ville betyde, at hver eneste person som kom til Færøerne sommeren 2015 skulle afhøres. Han var overrasket over, at færinger ville gå så langt for at forsøge at forhindre Sea Shepherd i at standse det som ifølge Watson er en barbarisk tradition. Han sagde videre, at Sea Shepherd ikke havde til hensigt at bryde loven, hensigten var at redde liv. Det var godt nok sket sommeren 2014, at de havde brudt færøske love, men retten havde givet dem medhold i, at deres både ikke kunne beslaglægges. Ifølge Paul Watson arbejder Sea Shepherd støtterne ikke for Sea Shepherd men kommer til Færøerne frivilligt for at protestere.

### Lovændring vedtaget af Lagtinget
Den 13. maj 2015 vedtog Lagtinget et lovforslag fra minister for fiskeri og jagt, Jacob Vestergaard, der gik ud på, at give politiet hjemmel til at udskrive bøder på 25.000 kroner til personer som overtræder Grindeloven. Lagtinget valgte at ændre Vestergaards lovforslag, som oprindelig havde et forslag om at forhøje bøderne fra 1.000 til 5.000 - 7.000 kroner. Mere end halvdelen af lagtingsmedlemmerne mente, at det var alt for mild en straf og at det ikke ville virke præventivt og vedtog i stedet at politiet kan give bøder på 25.000 kroner for brud på Grindeloven.
Efter at Lagtinget officielt havde fået sommerferie den 15. maj 2015, blev det indkaldt to gange ekstraordinært pga. opdateringer i grindeloven. Første gang var den 21. maj 2015, anden gang var den 22. juni 2015. Der var nogle uklare formuleringer i Grindeloven, som kunne fortolkes på forskellige måder, og for at der ingen misforståelser skulle være, så valgte lagtingets formand at indkalde lagtinget for at behandle og ændre loven, således at politiet havde klare retningslinjer at gå ud fra. Politiet ønskede klarere formuleringer i Grindelovens § 13 angående det at beslaglægge både mm. fra personer og organisationer, som forstyrrer og/eller forsøger at forhindre at grindedrab finder sted.

## Operation Sleppið Grindini 2015
I maj 2015 erklærede Sea Shepherd, at de havde iværksat Operation Sleppid Grindini, som vil vare fra den 14. juni 2015 til oktober 2015. Kampagnen går ud på at standse grindedrab på Færøerne.
Den 23. juli 2015 skete der to grindedrab på Færøerne, hvor sammenlagt 253 grindehvaler blev slagtet og efterfølgende delt ud til de personer som deltog i jagten i bådene og selve slagtningen inde på de to strande. Det første grindedrab skete i Bøur i Vágar, hvor 110 grindehvaler blev slagtet, det andet skete i hovedstaden kort før midnat. Fire personer fra Sea Shepherd blev arresteret i Bøur, to inde på stranden og to var i en Sea Shepherds båd, Bridgitte Bardot. Ved grindedrabet i Tórshavn samme dag blev en mand fra Sea Shepherd arresteret.
Sea Shepherd personer var i nærheden af grindedrabet i Bøur og optog det hele på video, som de senere lagde på internettet og delte på de sociale medier. Havet som var farvet rødt af hvalernes blod skabte stor medieomtale i flere lande, både nordiske og andre lande.
Tre dage efter de to grindedrab på Færøerne, blev samtlige folketingsmedlemmer spammet med hundredvis af emails fra Sea Shepherd-tilhængere. Disse havde efter opfordring fra Paul Watson, som etablerede Sea Shepherd, send protestmails til de danske folketingsmedlemmer. Flere MF'ere udtalte på deres Facebook eller Twitter profil om søndagen, at de fik flere mails hvert eneste minut. Enkelte folketingsmedlemmer, som for eksempel Dansk Folkepartis Martin Henriksen, som er næstformand for Folketingets Færøudvalg, modtog dødstrusler i forbindelse med de mange protestmails. Ifølge Socialdemokraternes Astrid Krag modtog hun den 26. juli flere protestmails i minuttet angående grindedrab på Færøerne, de fleste var på engelsk eller fransk. Astrid Krag skrev bl.a. på sin Facebook side, at så vidt hun var bekendt med, så døde langt flere små-hvaler i fiskenet i Danmark om året, end der blev dræbt grindehvaler på Færøerne.